# Оток
Оток (хорв. Otok) — містечко на сході Хорватії, у східній Славонії, за 20 км на південний схід від Вінковців, поблизу хорватського кордону з Боснією і Герцеговиною та Сербією. Центр однойменної громади в складі Вуковарсько-Сремської жупанії.
Назва міста буквально означає «острів».

## Населення
Населення громади за даними перепису 2011 року становило 6 343 осіб, 3 з яких назвали рідною українську мову. Населення самого міста становило 4 694 осіб.
Динаміка чисельності населення громади:
Динаміка чисельності населення міста:

## Населені пункти
Крім міста Оток, до громади також входить село Комлетинці, між яким та Отоком міститься зона вільного підприємництва під назвою Скоротинці.

## Клімат
Середня річна температура становить 11,14°C, середня максимальна – 25,57°C, а середня мінімальна – -5,99°C. Середня річна кількість опадів – 698 мм.
| Клімат міста                                  | Клімат міста | Клімат міста | Клімат міста | Клімат міста | Клімат міста | Клімат міста | Клімат міста | Клімат міста | Клімат міста | Клімат міста | Клімат міста | Клімат міста | Клімат міста |
| Показник                                      | Січ.         | Лют.         | Бер.         | Квіт.        | Трав.        | Черв.        | Лип.         | Серп.        | Вер.         | Жовт.        | Лист.        | Груд.        |              |
| Середній максимум, °C                         | 6,04         | 8,15         | 12,70        | 17,38        | 22,56        | 25,57        | 25,38        | 24,96        | 20,87        | 15,53        | 9,61         | 5,64         |              |
| Середня температура, °C                       | 0,02         | 2,12         | 6,70         | 11,38        | 16,56        | 19,58        | 21,27        | 20,86        | 16,78        | 11,44        | 5,50         | 1,54         |              |
| Середній мінімум, °C                          | −5,99        | −3,89        | 0,69         | 5,34         | 10,54        | 13,54        | 17,20        | 16,76        | 12,69        | 7,33         | 1,41         | −2,55        |              |
| Норма опадів, мм                              | 45           | 40           | 43           | 54           | 64           | 90           | 71           | 64           | 52           | 57           | 64           | 54           |              |
| Середньомісячна швидкість вітру, м/с          | 2.04         | 2.30         | 2.66         | 2.51         | 2.30         | 2.10         | 2.10         | 1.90         | 1.83         | 2.00         | 2.08         | 2.10         |              |
| Середньомісячна сонячна радіація, кДж/м²·день | 4416         | 7155         | 11155        | 15621        | 19320        | 21502        | 22318        | 20456        | 15146        | 9549         | 4970         | 3658         |              |
| --------------------------------------------- | ------------ | ------------ | ------------ | ------------ | ------------ | ------------ | ------------ | ------------ | ------------ | ------------ | ------------ | ------------ | ------------ |
| Джерело:                                      |              |              |              |              |              |              |              |              |              |              |              |              |              |